# Corvula batabana
Corvula batabana és una espècie de peix de la família dels esciènids i de l'ordre dels perciformes.

## Morfologia
- Els mascles poden assolir 25 cm de longitud total.[4][5]

## Alimentació
Menja principalment crustacis.

## Hàbitat
És un peix marí, de clima subtropical i associat als esculls de corall que viu entre 3-10 m de fondària.

## Distribució geogràfica
Es troba a l'oceà Atlàntic occidental: el sud de Florida, la Badia de Campeche, les Grans Antilles i les Illes Verges.

## Observacions
És inofensiu per als humans.